# Royal Institution Christmas Lectures

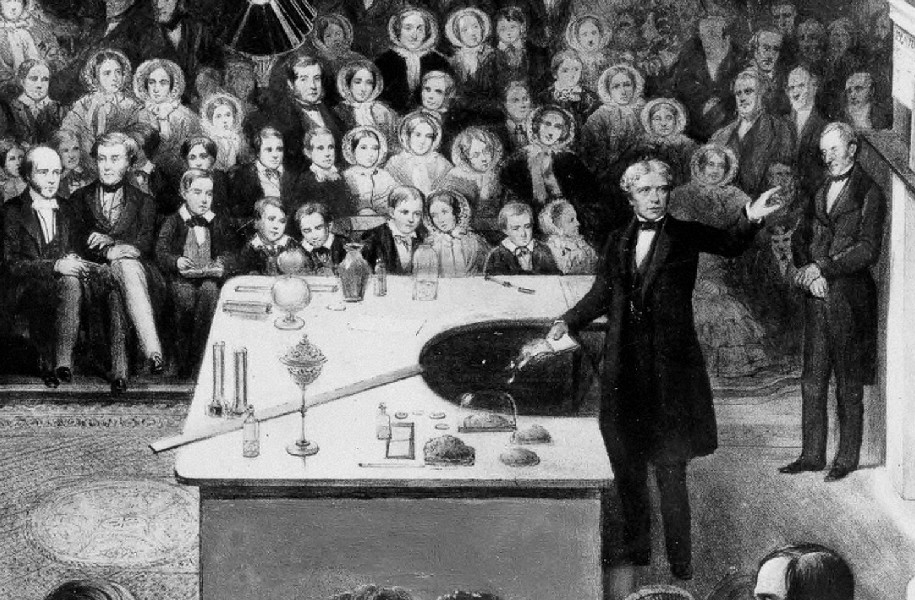
Michael Faraday apresentando uma Christmas Lecture em 1856.

The Royal Institution Christmas Lectures (Conferências de Natal do Royal Institution) são uma série de conferências sobre um só tema, que ocorrem anualmente no Royal Institution (Ri) em Londres desde 1825, com exceção de 1939–1942 por causa da Segunda Guerra Mundial. As conferências apresentam temas científicos para uma audiência geral, incluindo jovens, de uma forma informativa e divertida. Michael Faraday organizou a primeira série de Conferências de Natal em 1825. Isso ocorreu em uma época quando uma educação organizada para jovens era escassa. Faraday apresentou um total de dezenove séries.

## História

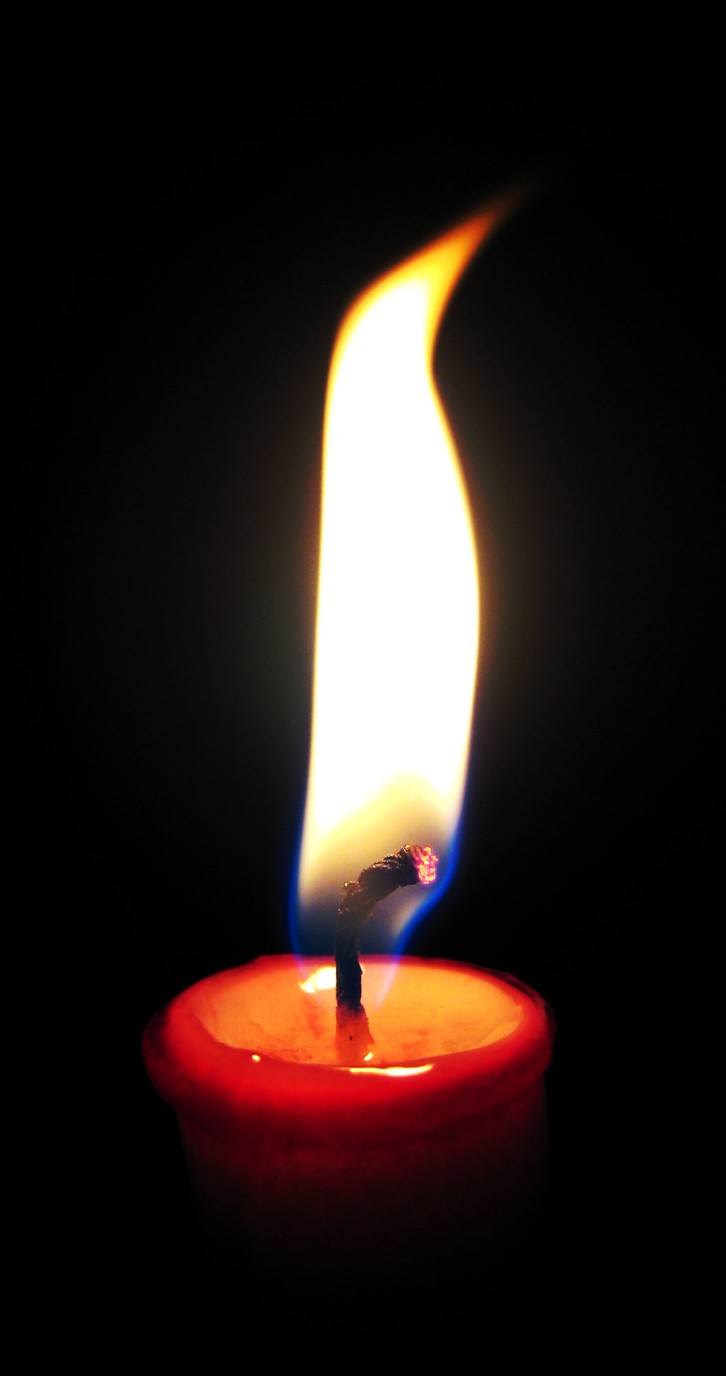
Uma imagem em close-up de uma vela que mostra o pavio e as várias partes da chama; Michael Faraday conferenciou sobre "A História Química de uma Vela".

As Conferências de Natal do Royal Institution foram apresentadas a primeira vez em 1825, e continuaram anualmente desde então exceto durante a Segunda Guerra Mundial. Foram localizadas todos os anos no próprio Royal Institution, exceto em 1929 e entre 2005-2006, devido a reformas do prédio. Foram criadas por Michael Faraday, tendo apresentado a seção de conferências dezenove vezes. Outros conferencistas notáveis incluem Desmond Morris (1964), Sir David Attenborough (1973), Heinz Wolff (1975), Carl Sagan (1977), George Porter (1985), Richard Dawkins (1991), Baronesa Susan Greenfield (1994), Dame Nancy Rothwell (1998), Monica Grady (2003), Sue Hartley (2009), Alison Woollard (2013) e Danielle George (2014).
As propostas para as conferências são acertadas e criadas pelo science demonstration technician do Ri, um posto que Faraday já ocupou. O técnico é informado sobre o assunto geral das conferências durante a primavera, mas as especificidades não são ajustadas até setembro, com as gravações feitas na metade de dezembro. Em 2009 as conferências foram expandidas para uma série de cinco sessões cada ano. Contudo, em 2010 o Royal Institution reduziu os custos, já que a dívida chegou a mais de 2 milhões de libras. Estas medidas de redução de custos incluíram o orçamento atribuído às Conferências de Natal. Isso resultou em uma redução de cinco para três sessões.

### Televisão
As Conferências de Natal foram televisionadas pela primeira vez em 1936 no serviço de televisão da BBC. Foram transmitidas pela BBC Two em 1966–1999 e Channel 4 em 2000–2004. Em 2000 uma das conferências foi transmitida ao vivo pela primeira vez. Seguindo o final do contrato do Channel 4 para transmissão das conferências, houve preocupações de que eles simplesmente poderiam ser excluídos do agendamento, já que o canal estava negociando com a Royal Institution sobre potenciais mudanças no formato, enquanto a BBC anunciou que "a BBC não mostrará as conferências novamente, porque sente que o ambiente de transmissão mudou nos últimos quatro anos". O Channel 5 concordou subsequentemente em transmitir as conferências de 2005–2008, um anúncio que foi recebido com escárnio pelos acadêmicos. As conferências foram transmitidas pela More4 em 2009. Em 2010 as conferências retornaram para a BBC após ausência de dez anos, sendo transmitidas pela BBC Four desde então.

## Lista de Conferências

### 1825 a 1965
A seguir é mostrada uma lista completa das Conferências de Natal de 1825 a 1965.
| Ano       | Conferencista(s)                                                                                             | Título da série                                              |                                                        |
| --------- | --- | ------------------------------------------------------------ | ------------------------------------------------------ |
| 1825      | John Millington                                                                                              | Filosofia Natural                                            |                                                        |
| 1826      | John Wallis                                                                                                  | Astronomia                                                   |                                                        |
| 1827      | Michael Faraday                                                                                              | Química                                                      |                                                        |
| 1828      | J. Wood | Arquitetura                                                  |                                                        |
| 1829      | Michael Faraday                                                                                              | Eletricidade                                                 |                                                        |
| 1830      | Thomas Webster                                                                                               | Geologia                                                     |                                                        |
| 1831      | James Rennie                                                                                                 | Zoologia                                                     |                                                        |
| 1832      | Michael Faraday                                                                                              | Química                                                      |                                                        |
| 1833      | John Lindley                                                                                                 | Botânica                                                     |                                                        |
| 1834      | William Thomas Brande                                                                                        | Química                                                      |                                                        |
| 1835      | Michael Faraday                                                                                              | Eletricidade                                                 |                                                        |
| 1836      | William Thomas Brande                                                                                        | Química dos Gases                                            |                                                        |
| 1837      | Michael Faraday                                                                                              | Química                                                      |                                                        |
| 1838      | John Wallis                                                                                                  | Astronomia                                                   |                                                        |
| 1839      | William Thomas Brande                                                                                        | A Química da Atmosfera e do Oceano                           |                                                        |
| 1840      | John Frederic Daniell                                                                                        | Os Primeiros Princípios da Eletricidade de Benjamin Franklin |                                                        |
| 1841      | Michael Faraday                                                                                              | Os Rudimentos da Química                                     |                                                        |
| 1842      | William Thomas Brande                                                                                        | A Química dos Elementos Não-Metálicos                        |                                                        |
| 1843      | Michael Faraday                                                                                              | Primeiros Princípios da Eletricidade                         |                                                        |
| 1844      | William Thomas Brande                                                                                        | A Química dos Gases                                          |                                                        |
| 1845      | Michael Faraday                                                                                              | Os Rudimentos da Química                                     |                                                        |
| 1846      | John Wallis                                                                                                  | Os Rudimentos da Astronomia                                  |                                                        |
| 1847      | William Thomas Brande                                                                                        | Os Elementos da Química Orgânica                             |                                                        |
| 1848      | Michael Faraday                                                                                              | The Chemical History of a Candle                             |                                                        |
| 1849      | Robert Walker                                                                                                | As Propriedades da Matéria e as Leis do Movimento            |                                                        |
| 1850      | William Thomas Brande                                                                                        | A Química do Carvão                                          |                                                        |
| 1851      | Michael Faraday                                                                                              | Forças Atrativas                                             |                                                        |
| 1852      | Michael Faraday                                                                                              | Química                                                      |                                                        |
| 1853      | Michael Faraday                                                                                              | Eletricidade Voltaica                                        |                                                        |
| 1854      | Michael Faraday                                                                                              | A Química da Combustão                                       |                                                        |
| 1855      | Michael Faraday                                                                                              | As Propriedades Dististas dos Metais Comuns                  |                                                        |
| 1856      | Michael Faraday                                                                                              | Forças Atrativas                                             |                                                        |
| 1857      | Michael Faraday                                                                                              | Eletricidade Estática                                        |                                                        |
| 1858      | Michael Faraday                                                                                              | As Propriedades Metálicas                                    |                                                        |
| 1859      | Michael Faraday                                                                                              | As Várias Forças da Matéria e Suas Relações com Cada Outra   |                                                        |
| 1860      | Michael Faraday                                                                                              | A História Química de uma Vela                               |                                                        |
| 1861      | John Tyndall                                                                                                 | Luz                                                          |                                                        |
| 1862      | Edward Frankland                                                                                             | Ar e Água                                                    |                                                        |
| 1863      | John Tyndall                                                                                                 | Eletricidade em Repouso e Eletricidade em Movimento          |                                                        |
| 1864      | Edward Frankland                                                                                             | A Química de um Carvão                                       |                                                        |
| 1865      | John Tyndall                                                                                                 | Som                                                          |                                                        |
| 1866      | Edward Frankland                                                                                             | A Química dos Gases                                          |                                                        |
| 1867      | John Tyndall                                                                                                 | Calor e Frio                                                 |                                                        |
| 1868      | William Odling                                                                                               | As Mudanças Químicas do Carbono                              |                                                        |
| 1869      | John Tyndall                                                                                                 | Luz                                                          |                                                        |
| 1870      | William Odling                                                                                               | Queima e Não-Queima                                          |                                                        |
| 1871      | John Tyndall                                                                                                 | Gelo, Água, Vapor e Ar                                       |                                                        |
| 1872      | William Odling                                                                                               | Ar e Gás                                                     |                                                        |
| 1873      | John Tyndall                                                                                                 | O Movimento e Sensação do Som                                |                                                        |
| 1874      | John Hall Gladstone                                                                                          | A Bateria Voltaica                                           |                                                        |
| 1875      | John Tyndall                                                                                                 | Eletricidade Experimental                                    |                                                        |
| 1876      | John Hall Gladstone                                                                                          | A Química do Fogo                                            |                                                        |
| 1877      | John Tyndall                                                                                                 | Calor, Visível e Invisível                                   |                                                        |
| 1878      | James Dewar                                                                                                  | Uma Bolha de Sabão                                           |                                                        |
| 1879      | John Tyndall                                                                                                 | Água e Ar                                                    |                                                        |
| 1880      | James Dewar                                                                                                  | Átomos                                                       |                                                        |
| 1881      | Robert Stawell Ball                                                                                          | O Sol, a Lua e os Planetas                                   |                                                        |
| 1882      | John Tyndall                                                                                                 | Luz e o Olho                                                 |                                                        |
| 1883      | James Dewar                                                                                                  | Alquimia m Relação à Ciência Moderna                         |                                                        |
| 1884      | John Tyndall                                                                                                 | As Fontes da Eletricidade                                    |                                                        |
| 1885      | James Dewar                                                                                                  | A História de um Meteorito                                   |                                                        |
| 1886      | James Dewar                                                                                                  | A Química da Luz e Fotografia                                |                                                        |
| 1887      | Robert Stawell Ball                                                                                          | Astronomia                                                   |                                                        |
| 1888      | James Dewar                                                                                                  | Clouds and Cloudland                                         |                                                        |
| 1889      | Arthur Rücker                                                                                                | Eletricidade                                                 |                                                        |
| 1890      | James Dewar                                                                                                  | Congelamento e Fogo                                          |                                                        |
| 1891      | John Gray McKendrick                                                                                         | Vida em Movimento; ou a Máquina Animal                       |                                                        |
| 1892      | Robert Stawell Ball                                                                                          | Astronomia                                                   |                                                        |
| 1893      | James Dewar                                                                                                  | Ar: Gasoso e Líquido                                         |                                                        |
| 1894      | John Ambrose Fleming                                                                                         | O Trabalho de uma Corrente Elétrica                          |                                                        |
| 1895      | John Gray McKendrick                                                                                         | Som, Audição e Fala                                          |                                                        |
| 1896      | Silvanus Phillips Thompson                                                                                   | Luz, Visível e Invisível                                     |                                                        |
| 1897      | Oliver Lodge                                                                                                 | Os Princípios do Telégrafo Elétrico                          |                                                        |
| 1898      | Robert Stawell Ball                                                                                          | Astronomia                                                   |                                                        |
| 1899      | Charles Vernon Boys                                                                                          | Fluidos em Movimento e Repouso                               |                                                        |
| 1900      | Robert Stawell Ball                                                                                          | Great Chapters from the Book of Nature                       |                                                        |
| 1901      | John Ambrose Fleming                                                                                         | Waves and Ripples in Water, Air and Aether                   |                                                        |
| 1902      | Henry Selby Hele-Shaw                                                                                        | Locomoção: Sobre a Terra, Através da Água, No Ar             |                                                        |
| 1903      | Ray Lankester                                                                                                | Animais Extintos                                             |                                                        |
| 1904      | Henry Cunynghame                                                                                             | Métodos Antigos e Modernos para Medir o Tempo                |                                                        |
| 1905      | Herbert Hall Turner                                                                                          | Astronomia                                                   |                                                        |
| 1906      | William Duddell                                                                                              | Sinalização para uma Distância                               |                                                        |
| 1907      | David Gill                                                                                                   | Astronomia, antiga e nova                                    |                                                        |
| 1908      | William Stirling                                                                                             | A Roda da Vida                                               |                                                        |
| 1909      | William Duddell                                                                                              | Eletricidade Moderna                                         |                                                        |
| 1910      | Silvanus Phillips Thompson                                                                                   | Som: Música e Barulho                                        |                                                        |
| 1911      | Peter Chalmers Mitchell                                                                                      | A Infância dos Animais                                       |                                                        |
| 1912      | James Dewar                                                                                                  | Epílogos das Conferências de Natal                           |                                                        |
| 1913      | Herbert Hall Turner                                                                                          | Uma Viagem no Espaço                                         |                                                        |
| 1914      | Charles Vernon Boys                                                                                          | Ciência em Casa                                              |                                                        |
| 1915      | Herbert Hall Turner                                                                                          | Mensagens sem Fio das Estrelas                               |                                                        |
| 1916      | Arthur Keith                                                                                                 | The Human Machine Which All Must Work                        |                                                        |
| 1917      | John Ambrose Fleming                                                                                         | Nossos Servos Usuais: Magnetismo e Eletricidade              |                                                        |
| 1918      | D'Arcy Wentworth Thompson                                                                                    | The Fish of the Sea                                          |                                                        |
| 1919      | William Henry Bragg                                                                                          | O Mundo do Som                                               |                                                        |
| 1920      | John Arthur Thomson                                                                                          | The Haunts of Life                                           |                                                        |
| 1921      | John Ambrose Fleming                                                                                         | Ondas Elétricas e Telefonia sem Fio                          |                                                        |
| 1922      | Herbert Hall Turner                                                                                          | Seis Passos da Escada para as Estrelas                       |                                                        |
| 1923      | William Henry Bragg                                                                                          | Concernendo a Natureza das Coisas                            |                                                        |
| 1924      | Francis Balfour-Browne                                                                                       | Concernendo os Hábitos dos Insetos                           |                                                        |
| 1925      | William Henry Bragg                                                                                          | Negócios Antigos e Conhecimento Novo                         |                                                        |
| 1926      | Archibald Vivian Hill                                                                                        | Nervos e Músculos: Como Nós Sentimos e Movemos               |                                                        |
| 1927      | Edward Andrade                                                                                               | Motores                                                      |                                                        |
| 1928      | Alexander Wood                                                                                               | Ondas Sonoras e Seus Usos                                    |                                                        |
| 1929      | Stephen Glanville                                                                                            | Como as Coisas foram Feitas no Antigo Egito                  |                                                        |
| 1930      | Arthur Mannering Tyndall                                                                                     | A Faísca Elétrica                                            |                                                        |
| 1931      | William Henry Bragg                                                                                          | O Universo da Luz                                            |                                                        |
| 1932      | Alexander Oliver Rankine                                                                                     | O Ciclo das Águas                                            |                                                        |
| 1933      | James Hopwood Jeans                                                                                          | Através do Espaço e do Tempo                                 |                                                        |
| 1934      | William Lawrence Bragg                                                                                       | Eletricidade                                                 |                                                        |
| 1935      | Kenneth Mees                                                                                                 | Fotografia                                                   |                                                        |
| 1936      | Geoffrey Ingram Taylor                                                                                       | Navios                                                       |                                                        |
| 1937      | Julian Huxley                                                                                                | Animais Raros e o Desaparecimento da Vida Animal             |                                                        |
| 1938      | James Kendall                                                                                                | Jovens Químicos e Grandes Descobertas                        |                                                        |
| 1939–1942 | Não houve conferências devido à Segunda Guerra Mundial                                                       | Não houve conferências devido à Segunda Guerra Mundial       | Não houve conferências devido à Segunda Guerra Mundial |
| 1943      | Edward Andrade                                                                                               | Vibrações e Ondas                                            |                                                        |
| 1944      | Harold Spencer Jones                                                                                         | Astronomia no cotidiano                                      |                                                        |
| 1945      | Robert Watson-Watt                                                                                           | Sem Fio                                                      |                                                        |
| 1946      | Hamilton Hartridge                                                                                           | Cores e Como as Vemos                                        |                                                        |
| 1947      | Eric Keightly Rideal                                                                                         | Reações Químicas: Como Elas Funcionam                        |                                                        |
| 1948      | Frederic Bartlett                                                                                            | A Mente no Trabalho e Diversão                               |                                                        |
| 1949      | Percy Dunsheath                                                                                              | A Corrente Elétrica                                          |                                                        |
| 1950      | Edward Andrade                                                                                               | Ondas e Vibrações                                            |                                                        |
| 1951      | James Gray                                                                                                   | Como os Animais se Movem                                     |                                                        |
| 1952      | F. Sherwood Taylor                                                                                           | Como a Ciência se Desenvolveu                                |                                                        |
| 1953      | John Ashworth Ratcliffe                                                                                      | Os Usos das Ondas de Rádio                                   |                                                        |
| 1954      | Frank Whittle                                                                                                | A História do Petróleo                                       |                                                        |
| 1955      | Harry W. Melville                                                                                            | Grandes Moléculas                                            |                                                        |
| 1956      | Harry Baines                                                                                                 | Fotografia                                                   |                                                        |
| 1957      | Julian Huxley e James Fisher                                                                                 | Aves                                                         |                                                        |
| 1958      | John Ashworth Ratcliffe, James Stagg, Robert Boyd, Graham Sutton, George Deacon, Gordon de Quetteville Robin | Ano Internacional da Geofísica                               |                                                        |
| 1959      | Thomas Allibone                                                                                              | A Liberação e Uso da Energia Atômica                         |                                                        |
| 1960      | Vernon Ellis Cosslett                                                                                        | Vendo o Muito Pequeno                                        |                                                        |
| 1961      | William Lawrence Bragg                                                                                       | Eletricidade                                                 |                                                        |
| 1962      | Richard Evelyn Donohue Bishop                                                                                | Vibração                                                     |                                                        |
| 1963      | Ronald King                                                                                                  | Energia                                                      |                                                        |
| 1964      | Desmond Morris                                                                                               | Comportamento Animal                                         |                                                        |
| 1965      | Bernard Lovell, Francis Graham-Smith, Martin Ryle, Antony Hewish                                             | Exploração do Universo                                       |                                                        |

### Desde 1966
A seguinte é uma lista das Conferências de Natal televisionadas de 1966 a 2020
| Ano  | Conferencista(s)                                   | Título da série                                          | Títulos das conferências | Rede      |
| ---- | -------------------------------------------------- | -------------------------------------------------------- | --- | --------- |
| 1966 | Eric Laithwaite                                    | The Engineer in Wonderland                               | 1. The White Rabbit 2. Only the Grin was Left 3. The Caucus Race 4. Curiouser and Curiouser 5. If only I were the right size to do it 6. It's the Oldest Rule in the Book | BBC Two   |
| 1967 | Richard Gregory                                    | The Intelligent Eye                                      | 1. Ancient Eyes and Simple Brains 2. Learning to See Things 3. Playing with Illusions 4. How Illusions Play Games with Us 5. Human Eyes in Space 6. The Future-Machines that See? | BBC Two   |
| 1968 | Philip Morrison                                    | Gulliver's Laws: The Physics of Large and Small          | 1. The World of Captain Gulliver 2. Meat and Drink Sufficient... 3. A Prodigious Leap? 4. Lilliput and Brobdingnag since the Industrial Revolution 5. Dwarf and Giant Numbers 6. Beyond the Map                                                                                                   | BBC Two   |
| 1969 | George Porter                                      | Time Machines                                            | 1. In the Beginning... 2. Clockwork Harmony 3. The Tick of the Atom 4. Big Time, Little Time 5. Faster, Faster 6. To the Ends of Time | BBC Two   |
| 1970 | John Russell Napier                                | Monkeys Without Tails: A Giraffe's Eye-view of Man       | 1. Man has a very short neck and no tail 2. Man comes in several different sizes and shapes 3. Fancy having to climb trees in order to eat 4. Man chooses a sensible place to live at last 5. Why choose to walk on two legs when it is much safer on four? 6. What's the idea of shooting at us? | BBC Two   |
| 1971 | Charles Taylor                                     | Sounds of Music: the Science of Tones and Tune           | 1. Making and Measuring the Waves 2. From Small Beginnings 3. Growing and Changing 4. Craftsmanship and Technology 5. On the Way to the Ear 6. The End of the Journey | BBC Two   |
| 1972 | Geoffrey G. Gouriet                                | Ripples in the Ether: The Science of Radio Communication | 1. How It All Began 2. Getting Rid of the Wires 3. The Sound of Broadcasting 4. Pictures With and Without Wires 5. But Electrons aren't Coloured! 6. Vision of the Future | BBC Two   |
| 1973 | David Attenborough                                 | A Linguagem dos Animais                                  | 1. Beware! 2. Be Mine 3. Parents and Children 4. Foreign Languages 5. Animal Language, Human Language | BBC Two   |
| 1974 | Eric Laithwaite                                    | The Engineer Through the Looking Glass                   | 1. Looking Glass House 2.Tweedledum and Tweedledee 3. Jam Yesterday, Jam Tomorrow 4. The Jabberwock 5. The Time has come the Walrus said 6. It's my own Invention | BBC Two   |
| 1975 | Heinz Wolff                                        | Sinais do Interior                                       | 1. You as an engine 2. Pumps pipes and flows 3. Spikes and waves 4. Probes, sondes and sounds 5. Looking through your skin 6. Signals from the mind | BBC Two   |
| 1976 | George Porter                                      | The Natural History of a Sunbeam                         | 1. First Light 2. Light and Life 3. A Leaf from Nature 4. Candles from the Sun 5. Making Light Work 6. Survival Under the Sun | BBC Two   |
| 1977 | Carl Sagan                                         | Os Planetas                                              | 1. The Earth as a Planet 2. The Outer Solar System and Life 3. The History of Mars 4. Mars before Viking 5. Mars after Viking 6. Planetary Systems Beyond Our Sun | BBC Two   |
| 1978 | Erik Christopher Zeeman                            | Mathematics into Pictures                                | 1. Linking and Knotting 2. Numbers and Geometry 3. Infinity and Perspective 4. Games and Evolution 5. Waves and Music 6. Catastrophe and Psychology | BBC Two   |
| 1979 | Eric M. Rogers                                     | Atoms for Engineering Minds: A Circus of Experiments     | 1. Getting to Know Atoms 2. Molecules in Motion 3. Electrified Atoms 4. Atoms that Explode 5. Atoms and Energy 6. Seeing Atoms at Last | BBC Two   |
| 1980 | David Chilton Phillips com Max Perutz na Lecture 5 | The Chicken, the Egg and the Molecules                   | 1. What are chickens made of? 2. Machine tools of life 3. Muscle power 4. Eggs, genes and proteins 5. Haemoglobin: the breathing molecule 6. Molecules at work | BBC Two   |
| 1981 | Reginald Victor Jones                              | From Magna Carta to Microchip                            | 1. Principles, Standards and Methods 2. The Measurement of Time 3. More and More About Less and Less 4. Onwards to the Stars 5. Measurement and Navigation in War 6. Some Impacts of Measurement on Life: And Can We Take it too Far?                                                             | BBC Two   |
| 1982 | Colin Blakemore                                    | Common Sense                                             | 1. Making Sense 2. The Sound of Silence 3. The Sixth Sense - and the Rest 4. Show Me the Way to Go Home 5. Vive la différence 6. Enchanted Loom | BBC Two   |
| 1983 | Leonard Maunder                                    | Máquinas em Movimento                                    | 1. Driving Forces 2. Gathering Momentum 3. Vibration 4. Under Control 5. Fluids and Flight 6. Living Machines | BBC Two   |
| 1984 | Walter Bodmer                                      | A Mensagem dos Genes                                     | 1. We're All Different 2. The Spice of Life 3. Genetic Engineering 4. Bodies and Antibodies 5. Normal Cells and Cancer Cells 6. When Will Pigs Have Wings? | BBC Two   |
| 1985 | John David Pye                                     | Communicating                                            | 1. No Man is an Island 2. Animal Talk 3. The Bionic Bat 4. The Pace of Technology 5. The Integrated Body 6. Computers | BBC Two   |
| 1986 | Lewis Wolpert                                      | Frankenstein's Quest: Development of Life                | 1. First Take an Egg... 2. The Medium and the Message 3. The Right Stuff 4. Genes and Flies 5. Chain of Command 6. Growing Up and Growing Old | BBC Two   |
| 1987 | John Meurig Thomas and David Phillips              | Crystals and Lasers                                      | 1. Introducing the characters 2. The architecture of crystals 3. Semiconductors, superconductors and catalysts 4. Constructing a laser 5. Applications of lasers 6. Crystals, lasers and the human body                                                                                           | BBC Two   |
| 1988 | Gareth Roberts                                     | The Home of the Future                                   | 1. Appliance Science 2. Home, Safe Home 3. Electronics for Pleasure 4. Home, Smart Home 5. Mixers, Meters and Molecules | BBC Two   |
| 1989 | Charles Taylor                                     | Exploring Music                                          | 1. What Is Music? 2. The Essence of an Instrument 3. Science, Strings and Symphonies 4. Technology, Trumpets and Tunes 5. Scales, Synthesisers and Samplers | BBC Two   |
| 1990 | Malcolm Longair                                    | Origins                                                  | 1. The Grand Design 2. The Birth of the Stars 3. The Origin of Quasars 4. The Origin of the Galaxies 5. The Origin of the Universe | BBC Two   |
| 1991 | Richard Dawkins                                    | Growing Up in the Universe                               | 1. Waking Up in the Universe 2. Designed and Designoid Objects 3. Climbing Mount Improbable 4. The Ultraviolet Garden 5. The Genesis of Purpose | BBC Two   |
| 1992 | Charles J. M. Stirling                             | Our World Through the Looking Glass                      | 1. Man in the Mirror 2. Narwhals, Palindromes and Chesterfield Station 3. The Handed Molecule 4. Symmetry, Sensation and Sex 5. In the Hands of Giants | BBC Two   |
| 1993 | Frank Close                                        | The Cosmic Onion                                         | 1. Beyond the Rainbow 2. To the Centre of the Sun 3. Invaders from Outer Space 4. Anti-Matter Matters 5. An Hour to Make the Universe | BBC Two   |
| 1994 | Susan Greenfield                                   | Journey to the Centre of the Brain                       | 1. The Electric Ape 2. Through a Glass Darkly 3. Bubble Bubble Toil and Trouble 4. The Seven Ages of the Brain 5. The Mind's I | BBC Two   |
| 1995 | James Jackson                                      | Planet Earth, An Explorer's Guide                        | 1. On the Edge of the World 2. Secrets of the Deep 3. Volcanoes: Melting the Earth 4. The Puzzle of the Continents 5. Waterworld | BBC Two   |
| 1996 | Simon Conway Morris                                | The History in our Bones                                 | 1. Staring into the Abyss 2. The Fossils Come Alive 3. The Great Dyings: Life after Death 4. The Evolution of Novelty 5. Feet on the Ground, Head in the Stars: The History of Man | BBC Two   |
| 1997 | Ian Stewart                                        | The Magical Maze                                         | 1. Mathematics Everywhere 2. The Pattern of Tiny Feet 3. Outrageous Fortune 4. Chaos and Fractals 5. The Science of Patterns | BBC Two   |
| 1998 | Nancy Rothwell                                     | Staying Alive                                            | 1. Sense and Sensitivity 2. Fats and figures 3. Chilling out 4. Times of our lives 5. Pushing the limits | BBC Two   |
| 1999 | Neil Fraser Johnson                                | Arrows of Time                                           | 1. Back to the Future 2. Catching the Waves 3. The Quantum Leap 4. On the Edge of Chaos 5. Shaping the Future | BBC Two   |
| 2000 | Kevin Warwick                                      | Rise of the Robots                                       | 1. Anatomy of an Android 2. Things That Think 3. Remote Robots 4. Bionic Bodies 5. I, Robot | Channel 4 |
| 2001 | John Sulston                                       | The Secrets of Life                                      | 1. What is life? 2. How do I grow? 3. What am I? 4. Can we fix it? 5. Future of life? | Channel 4 |
| 2002 | Tony Ryan                                          | Smart Stuff                                              | 1. The Spider that Spun a Suspension Bridge 2. The Trainer That Ran Over The World 3. The Phone that Shrank the Planet 4. The Plaster that Stretches Life 5. The Ice Cream that Will Freeze Granny                                                                                                | Channel 4 |
| 2003 | Monica Grady                                       | Voyage in Space and Time                                 | 1. Blast Off 2. Live from Mars 3. Planet Patrol 4. Collision Course 5. Anybody Out There? | Channel 4 |
| 2004 | Lloyd Peck                                         | To the End of the Earth: Surviving Antarctic Extremes    | 1. Ice People 2. Ice Life 3. Ice World | Channel 4 |
| 2005 | John Krebs                                         | The Truth About Food                                     | 1. The ape that cooks 2. Yuck or yummy? 3. You are what you eat 4. When food goes wrong 5. Food for the future | Channel 5 |
| 2006 | Marcus du Sautoy                                   | The Num8er My5teries                                     | 1. The curious incident of the never-ending numbers 2. The quest to predict the future 3. The story of the elusive shapes 4. The case of the uncrackable code 5. The secret of the winning streak                                                                                                 | Channel 5 |
| 2007 | Hugh Montgomery                                    | Back from the Brink: The Science of Survival             | 1. Peak Performance 2. Back from the Brink 3. Grilled and Chilled 4. Fight, Flight and Fright 5. Luck, Genes and Stupidity | Channel 5 |
| 2008 | Christopher Bishop                                 | Hi-tech Trek                                             | 1. Breaking the Speed Limit 2. Chips with Everything 3. The Ghost in the Machine 4. Untangling the Web 5. Digital Intelligence | Channel 5 |
| 2009 | Sue Hartley                                        | The 300-Million-Year War                                 | 1. Plant Wars 2. The Animals Strike Back 3. Talking Trees 4. Dangerous to Delicious 5. Weapons of the Future | More4     |
| 2010 | Mark Miodownik                                     | Size Matters                                             | 1. Why Elephants Can't Dance but Hamsters Can Skydive 2. Why Chocolate Melts and Jet Planes Don't 3. Why Mountains Are So Small | BBC Four  |
| 2011 | Bruce Hood                                         | Meet Your Brain                                          | 1. What's in your head? 2. Who's in charge here anyway? 3. Are you thinking what I'm thinking? | BBC Four  |
| 2012 | Peter Wothers                                      | The Modern Alchemist                                     | 1. Earth 2. Water 3. Air | BBC Four  |
| 2013 | Alison Woollard                                    | Life Fantastic                                           | 1. Where do I come from? 2. Am I a Mutant? 3. Could I live forever? | BBC Four  |
| 2014 | Danielle George                                    | Sparks will fly: How to Hack your Home                   | 1. The light bulb moment 2. Making contact 3. A new revolution | BBC Four  |
| 2015 | Kevin Fong                                         | How to survive in space                                  | 1. Lift off! 2. Life in Orbit 3. The next frontier | BBC Four  |
| 2016 | Saiful Islam                                       | Supercharged: Fuelling the future                        | 1. Let there be light! 2. People Power 3. Fully charged | BBC Four  |
| 2017 | Sophie Scott                                       | The Language of Life                                     | 1. Say it with Sound 2. Silent Messages 3. The Word | BBC Four  |
| 2018 | Alice Roberts Aoife McLysaght                      | Who am I?                                                | 1. Where Do I Come From? 2. What Makes Me Human? 3. What Makes Me, Me? | BBC Four  |
| 2019 | Hannah Fry                                         | Secrets and Lies: The Hidden Power of Maths              | 1. How to Get Lucky 2. How to Bend the Rules 3. How Can We All Win? | BBC Four  |
| 2020 | Christopher Jackson Helen Czerski Tara Shine       | Planet Earth: A user's guide                             | | BBC Four  |